# Villeneuve-sur-Lot
Villeneuve-sur-Lot település Franciaországban, Lot-et-Garonne megyében. Lakosainak száma 22 004 fő (2022. január 1.). Villeneuve-sur-Lot La Sauvetat-sur-Lède, Bias, Castelnaud-de-Gratecambe, Hautefage-la-Tour, Lédat, Monflanquin, Penne-d’Agenais, Pujols, Saint-Aubin, Saint-Sylvestre-sur-Lot, Savignac-sur-Leyze és Trentels községekkel határos.

## Népesség
A település népessége az elmúlt években az alábbi módon változott:
| Lakosok száma | 21 682 | 23 045 | 22 782 | 23 466 | 23 462 | 22 686 | 22 064 | 21 742 | 21 690 | 22 004 |
|               | 1968   | 1982   | 1990   | 2006   | 2013   | 2015   | 2017   | 2019   | 2020   | 2022   |